# ریدگوای (آیووا)
ریدگوای (به انگلیسی: Ridgeway) شهری در ایالت آیووا کشور ایالات متحده آمریکا است که جمعیت آن در سرشماری سال ۲۰۱۰ میلادی، ۳۱۵ نفر بوده‌است.